# Ctenoplusia sokutsuna
Ctenoplusia sokutsuna är en fjärilsart som beskrevs av Embrik Strand 1920. Ctenoplusia sokutsuna ingår i släktet Ctenoplusia och familjen nattflyn. Inga underarter finns listade i Catalogue of Life.